# David Thompson (fotbollsspelare)
David Anthony Thompson, född 12 september 1977 i Birkenhead, är en engelsk före detta fotbollsspelare.
Under sin karriär spelade Thompson för Liverpool, Coventry City, Blackburn Rovers, Wigan Athletic, Portsmouth och Bolton Wanderers. David Thompson gjorde över 200 matcher innan han tvingades sluta på grund av skador 2007.

## Karriär

### Liverpool
David Thompson gjorde debut för Liverpool 19 augusti 1996 då han hoppade in i slutminuterna i en 2-0-vinst mot Arsenal. Han spelade bara en match till innan Liverpool lånade ut honom till Swindon Town i två och en halv månad i november 1997. När Thompson kom tillbaka till Liverpool så fick han mer speltid och mot Crystal Palace gjorde han sitt första mål för klubben.

### Coventry City
Under sommaren 2000 skrev Thompson på för Coventry City. I hans första match för sin nya klubb så blev Thompson utvisad i 71:a minuten i 1-3-förlusten mot Middlesbrough. Coventry slutade på 19:e plats och åkte ur Premier League 2001 men trots det så stannade Thompson i klubben ytterligare ett år. I Championship var Thompson Coventrys bästa spelare och blev efter säsongen utnämnd till årets spelare i Coventry av både fansen och spelarna.

### Blackburn Rovers
I augusti 2002 värvades Thompson till Blackburn Rovers. I Blackburn gick det så bra så att Sven-Göran Eriksson tog ut honom till landslaget för landskamperna mot Slovakien och Makedonien.
Det var under tiden i Blackburn som Thompson började drabbas mer och mer av skador. Det resulterade i att Thompson hade svårt att hitta tillbaka till den form han hade när han först kom till klubben.

### Wigan, Portsmouth och Bolton
Skador och dålig form gjorde så att Blackburn valde att släppa Thompson gratis och 19 januari 2006 skrev han på för Wigan Athletic. Efter bara tio matcher så valde även Wigan att släppa honom gratis. I juli skrev Thompson på ett 1-årskontrakt med Portsmouth.
I Portsmouth var han ofta petad och efter bara sex månader lämnade Thompson för Bolton Wanderers på ett korttidskontrakt. Thompson gjorde sin debut för Bolton när han hoppade in i 2-1-segern mot Fulham 11 februari 2007. Första matchen från start gjorde han mot sin förra klubb Wigan 7 april. Han spelade ytterligare sex matcher under resten av säsongen innan Bolton valde att inte förlänga hans kontrakt.
I november 2007 provtränade Thompson med Sheffield United, utan att bli erbjuden något kontrakt.
28 november 2007 meddelade Thompson att han slutar med fotboll på grund av kroniska problem med hans knä.